# Le storie che non conosci
Le storie che non conosci è un singolo scritto e interpretato dai cantautori italiani Samuele Bersani e Pacifico e realizzato con la collaborazione di Francesco Guccini, che collabora con un cameo. 
Il brano è stato pubblicato nel 2015.
La canzone è stata realizzata a scopo benefico per un progetto organizzato dalla Associazione Italiana Editori e promosso a favore della Fondazione LIA.

## Premi
Il brano è stato premiato nell'ambito del Premio Tenco 2015 nella categoria "miglior canzone" a pari merito con Cristina Donà e Saverio Lanza per Il senso delle cose.

## Video musicale
Il videoclip della canzone è stato realizzato dal team AreaVideo.

## Tracce
- Download digitale

1. Le storie che non conosci (feat. Francesco Guccini) – 4:10